# Carlos Scliar
Carlos Scliar CavMM (Santa Maria, 21 de junho de 1920 — Rio de Janeiro, 28 de abril de 2001) foi um destacado desenhista, gravurista, pintor, militar, ilustrador, cenógrafo, roteirista e designer gráfico brasileiro.
Participou constantemente de exposições no Brasil e em todos os centros artísticos mundiais, registrando sempre absoluto sucesso. Ativista social, engajou-se em vários movimentos, como o 1º Congresso da Juventude Democrática, na Checoslováquia e em manifestações brasileiras, seja produzindo cartazes, seja ilustrando livros e revistas.
Gravurista por opção, apaixonou-se pela serigrafia, em cuja técnica desenvolveu várias séries. Aliás, uma das importantes características de Carlos Scliar era a sua capacidade de inovar, buscando novos materiais que lhe servissem de base e técnicas as mais variadas, desde têmpera até o acrílico, passando pelas artes gráficas. Pintou quadros, mas também fez murais e até ilustrou vários bilhetes da Loteria Federal, premiados com sua arte.

## Biografia

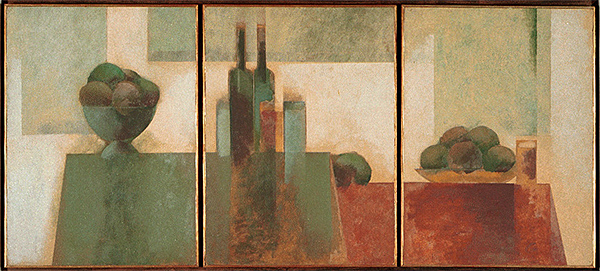
Natureza morta, 1960, têmpera sobre tela, acervo do Museu de Arte do Rio Grande do Sul Ado Malagoli

Nascido em 21 de junho de 1920 numa família judaica, desde cedo revelou vocação para a comunicação, o desenho e a pintura. Aos onze anos começou a publicar seus primeiros artigos ilustrados e, aos catorze anos, recebeu as primeiras aulas de arte com pintor austríaco Gustav Epstein.
Em 1935, já morando em Porto Alegre, participou da Exposição do Centenário Farroupilha. Em 1938, num ambiente de contestação aos cânones do neoclassicismo e à arte oficial desenvolvida pela Escola de Belas Artes, juntou-se a João Fahrion e juntos fundaram a Associação Riograndense de Artes Plásticas Francisco Lisboa, da qual foi eleito secretário.
Em 1940 mudou-se para São Paulo, onde juntou-se a Rebolo e aos artistas do Grupo Santa Helena. Passou a integrar a Família Artística Paulista, que também era um movimento de contestação aos acadêmicos. No mesmo ano, tornou-se colaborador da "Revista Cultura" e realizou sua primeira mostra individual. Animado com o relativo sucesso obtido pela Família Artística Paulista em uma mostra realizada no Rio de Janeiro, Scliar inscreveu-se no Salão Nacional de Belas Artes, onde conquistou medalha de prata.
Em 1943 foi convocado para a Força Expedicionária Brasileira (FEB) e seguiu para o Rio de Janeiro. Nessa ocasião conheceu a pintora Maria Helena Vieira da Silva e seu marido, o pintor Árpád Szenes, que se encontravam no Brasil como refugiados de guerra.
Em 1944 seguiu para a Itália com o 2º Escalão da FEB, comandado pelo general Cordeiro de Farias, voltando em julho de 1945. Ao retornar, trouxe consigo profundas recordações de sua passagem pelos campos de batalha. Observador atento, desenhou casas e imagens do norte da Itália, formando a série "Com a FEB na Itália", exibida no Rio de Janeiro, em São Paulo e Porto Alegre. Também retratou a si mesmo e a outros companheiros fardados.
Viajou para Paris em 1947, onde participou intensamente dos movimentos na defesa da paz entre os povos. Sua intenção era ficar lá para sempre, quando percebeu que, apesar de ser filho de imigrantes judeus, sua arte era brasileira. Além da França, percorreu a Itália, a Checoslováquia, a Polônia, Portugal e outros países, com sua atenção voltada particularmente à gravura e às artes gráficas.
Retornando ao Brasil, no ano de 1950, fixou-se em Porto Alegre em busca de suas raízes. Além de se dedicar à pintura e à gravura, iniciou nova fase na carreira, participando de atividades na imprensa. Participou também da criação do Clube de Gravura de Porto Alegre, embrião que se espalhou pelo país e até pelo exterior. Em Porto Alegre, integrou a equipe que formulou a feição gráfica da revista "Horizonte". No Rio e em São Paulo, participou de outros empreendimentos gráficos, como o lançamento da revista "Senhor", da qual se tornou diretor de arte. Dedicou-se também à execução de ilustrações para diversos livros, entre os quais alguns romances de Jorge Amado. A peça Orfeu da Conceição de Vinicius de Moraes foi lançada em edição comemorativa de luxo em 1956, ilustrada por Carlos Scliar. Depois, alternou sua permanência entre Porto Alegre, Rio de Janeiro, São Paulo e Ouro Preto.
A partir de 1960, Scliar passou a viver exclusivamente da pintura, realizando inúmeras mostras individuais com trabalhos criados em seus ateliês de Cabo Frio, onde passou a residir, e Ouro Preto. Ativista, engajou-se na defesa da preservação das dunas das praias e da reserva de pau-brasil do balneário fluminense e do casario da cidade histórica mineira. Em 1962 fundou a editora Ediarte com Gilberto Chateaubriand, José Paulo Moreira da Fonseca, Michel Loeb e Carlos Nicolaievski.
Na década de 1970, produziu painéis para o Museu Manchete no Rio de Janeiro, para a prefeitura de Porto Alegre, para o Centro Administrativo de Salvador e para a Imprensa Oficial do Rio de Janeiro, em Niterói.
Em 1998, Scliar foi admitido pelo presidente Fernando Henrique Cardoso à Ordem do Mérito Militar no grau de Cavaleiro especial.
As obras de Carlos Scliar podem ser vistas em acervos de museus e coleções nacionais e estrangeiras.
Cremado ao morrer, suas cinzas foram lançadas no Canal do Itajuru, em Cabo Frio.

## Orla Scliar
O trecho às margens do Canal do Itajuru, em Cabo Frio, em frente à casa onde Scliar morou por 40 anos, recebeu da prefeitura municipal o nome de Orla Scliar. A casa, que o próprio Scliar restaurou, se transformou no Instituto Cultural Carlos Scliar, e exibe boa parte de sua obra e de outros pintores brasileiros, além de preservar o mobiliário da casa e o ateliê, com suas tintas, telas e pincéis.
A orla tem urbanização personalizada, com as cores da paleta do pintor em vasos esféricos, com vegetação nativa, tudo confeccionado especialmente para o local.
Diante da casa, foi erigida uma estátua em tamanho natural do pintor, obra dos escultores Cristina Ventura e Jonas Corrêa.
Na inauguração da orla, em novembro de 2006, amigos de Scliar, os poetas Ferreira Gullar e Romério Rômulo e o ator e produtor cultural Haroldo Costa, homenagearam o pintor com leituras de textos e poesias.